# サウスダコタ大学
サウスダコタ大学（サウスダコタだいがく、University of South Dakota、略称: USD）は、アメリカ合衆国サウスダコタ州バーミリオンにある州立総合大学。州最大の都市スーフォールズから南へ約100km、州南東端の小さな大学町であるバーミリオンの中心部からすぐ北東に274エーカー（110.9ha）のキャンパスを構えている。州創設に先立つこと27年、ダコタ準州時代の1862年に創立した、州最古の大学である。1913年以来、高等教育委員会（HLC、旧北中部大学学校協会/NCA）により認定を受けている。同学は州内の6つの州立大学、および州立盲学校・聾学校を管轄する、サウスダコタ州立大学・特殊学校評議会の旗艦校となっている。
サウスダコタ大学は5つの学部、および州唯一のロースクール・メディカルスクールを含む大学院を有している。1939年にノーベル物理学賞を受賞したアーネスト・ローレンスも同学出身である（1922年卒、学位は化学学士）。また、キャンパス内には古楽器から現代楽器まで、ストラディバリウスをはじめとする貴重な楽器から世界各地の民族楽器に至るまで、15,000点以上の楽器を所蔵・展示する国立音楽博物館も立地する。同学のスポーツチーム、コヨーテズは男子6種目、女子10種目で競っており、ほとんどの競技においてNCAAディビジョンIに属するサミット・リーグ（ただしフットボールはFCS（旧I-AA）のミズーリバレー・フットボール・カンファレンス）に所属している。

## 沿革

オールド・メイン

1862年、ダコタ準州の第1回準州議会が準州都ヤンクトンで開かれ、準州初の高等教育機関となるサウスダコタ大学の設置が承認された。しかし、大学の設置は承認されたものの予算は下りず、それから20年後、クレイ郡の住民によるサポートで私的に開校したダコタ大学からの援助を受けて、やっと最初の授業がバーミリオン市中心部に借りた場所で行われた。1883年、同学は完成したばかりのユニバーシティ・ホール（現オールド・メイン）に移転した。
1883年末までにはサウスダコタ大学の学生数は69人に増えた。1889年にサウスダコタ州が連邦40番目の州となる頃には、同学は500人の学生を抱えた。1913年には、サウスダコタ大学は初めて北中部大学学校協会（NCA、現高等教育委員会/HLC）による認定を受けた。1914年、当時の学長ロバート・スレイグルは、その後同学のホームカミングにおける伝統行事となる、「ダコタ・デイ」の原型となる行事を初めて行った。
サウスダコタ大学最初の学部は、1883年に創設された教養学部であった。その後、1901年にロースクールが、1907年にメディカルスクールが、1916年に継続教育部が、1927年に大学院が、そして1931年に芸術学部がそれぞれ創設された。ビーコム経営学部は1927年に創設され、1949年にAACSBによる認定を受けた。

## 施設
サウスダコタ大学はバーミリオン市中心部のすぐ北東に274エーカー（110.9ha）のキャンパスを構えている。キャンパスのシンボルとなっているのは、1883年に建てられた同学最古の建物、オールド・メインである。オールド・メインは1893年に焼失したが、同年に開かれたシカゴ万国博覧会に用いられた建材および装飾を再利用して、すぐに再建された。オールド・メインは1973年に国家歴史登録財に指定された。その後、オールド・メインは1993-97年にかけて完全に改修された。現在、オールド・メインには教室のほか、優等生プログラム、ファーバー・ホール、およびオスカー・ホウ・ギャラリーが入っている。

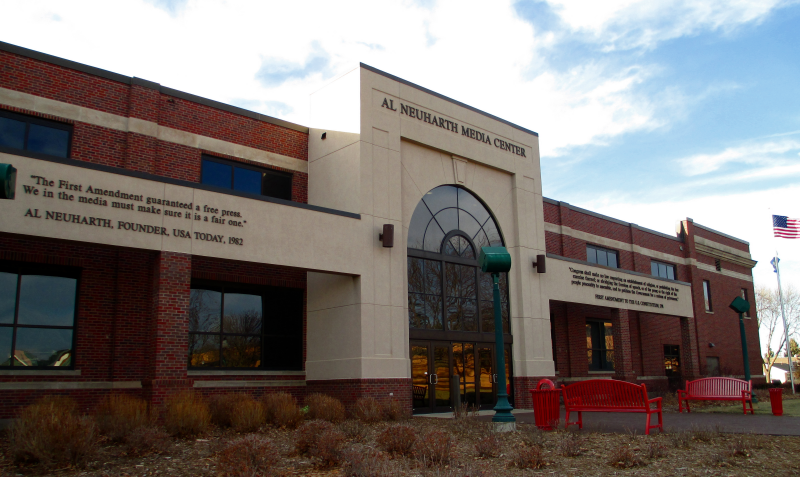
アル・ニューハース・メディア・センター

2003年9月、同学の卒業生で、USAトゥデイ紙の創業者であるアル・ニューハースの名を冠したアル・ニューハース・メディア・センターが、500万ドルの費用を投じた改修の末に開館した。同館は教養学部の現代メディア・ジャーナリズム学科の本部となっており、コンピュータ・ラボやテレビ・ラジオの各スタジオも備えている。同学の学生が刊行する新聞、The Volanteの編集室のほか、学外の組織であるサウスダコタ公共放送およびフリーダム・フォーラムも同館内に置かれている。同館内の会議室やコンコース、備品などは、一般の学生が主催するイベント用にも、所定の手続きの下に貸し出している。

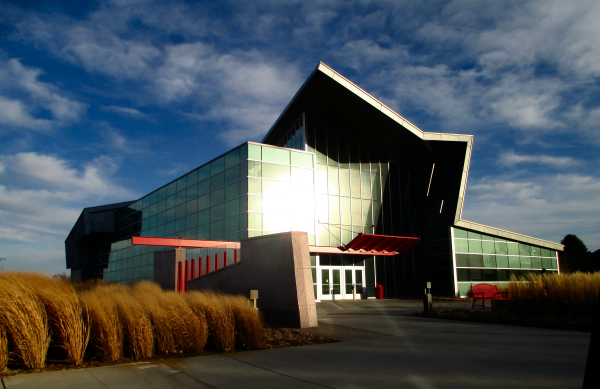
ウェルネスセンター

キャンパス北部、ウォーレン・M・リー芸術センターの北に建つウェルネスセンターは、フィットネス施設やウエイトトレーニング器具を備え、ブートキャンプ、グループフィットネスやパーソナルトレーニングといったフィットネスプログラムを提供している。また、同館はダコタドーム（後述）内のプールと提携して、広く一般向けに、アメリカ赤十字社の基準に従った水泳教室も開催している。

## 学術、研究と教育
サウスダコタ大学は以下5つの学部、および大学院を有し、学部で200以上、大学院で70以上の専攻プログラムを提供している。学生対教授の比は16:1である。同学の学部は、USニューズ&ワールド・レポートの大学ランキングでは、全米の総合大学の中で250位前後という評価を受けている。
- 教養学部（College of Arts & Sciences）[26]
- ビーコム経営学部（Beacom School of Business）[27]
- 教育学部（School of Education）[28]
- 芸術学部（College of Fine Arts）[29]
- 保健学部（School of Health Sciences）[30]

大学院としては、州唯一のロースクール、およびメディカルスクール（サンフォード医学校/Sanford School of Medicine）も設置されている。
加えて、スーフォールズには直轄のコミュニティ・カレッジであるサウスダコタ大学コミュニティ・カレッジ・スーフォールズ校（USD Community College for Sioux Falls）を置いている。同校ではサウスダコタ大学本校およびサウスダコタ州立大学、ダコタ州立大学と共同で、履修証明や準学士の学位を授与しているほか、学士、修士、博士の各学位を授与するプログラムも提供している。

## スポーツ

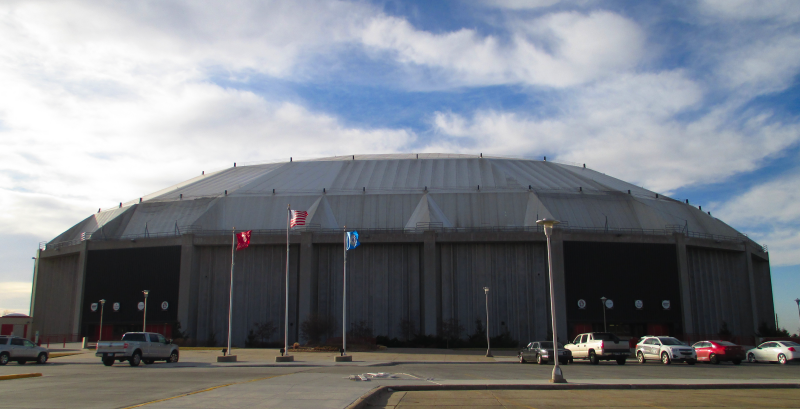
ダコタドーム

サウスダコタ大学のスポーツチーム、コヨーテズは下記の通り、男子6種目、女子10種目で競っている。このうち、男子のフットボールチームはNCAAディビジョンIのFCS（旧I-AA）に属するミズーリバレー・フットボール・カンファレンス、それ以外の男女のチームは全てディビジョンIに属するサミット・リーグに所属している。
男子
- バスケットボール
- クロスカントリー
- フットボール
- ゴルフ
- 競泳・飛び込み
- 陸上（トラック&フィールド）

女子
- バスケットボール
- クロスカントリー
- ゴルフ
- サッカー
- ソフトボール
- 競泳・飛び込み
- テニス
- 陸上（トラック&フィールド）
- トライアスロン
- バレーボール

フットボール、屋内トラック&フィールド、および競泳・飛び込みチームはダコタドームを本拠地としている。最大10,000席を有するこの多目的アリーナは、サウスダコタ州唯一のドーム競技場として、これらのチームのホームの試合に加えて、高校フットボールの州大会決勝や、ダコタ農業ショーなどのイベントにも使われている。男女バスケットボール、およびバレーボールチームは、2016年に完成した、6,000席を有するサンフォード・コヨーテ・スポーツ・センターを本拠地としている。この施設内には同学保健学部の健康科学研究室も置かれている。サンフォードという名は、同学のスポーツチーム最大のスポンサーで、南北ダコタ両州を中心に病院を運営するサンフォード・ヘルス社より命名されている。
コヨーテズとサウスダコタ州立大学ジャックラビッツとは、1889年に両校の間でフットボールの試合が行われて以来、州内でのライバル関係を築いている。2003年にサウスダコタ州立大学がディビジョンIに昇格し、コヨーテズがディビジョンIIに残留したことで、一時はこのライバル関係も途切れたが、2011年にコヨーテズもディビジョンIに昇格し、両校が同じカンファレンスに所属するようになったことで復活した。
サウスダコタ大学の応援歌としては、South Dakota Victory、Hail, South Dakota!、Get Along Coyotesなどがある。